# Antheua trifasciata
Antheua trifasciata är en fjärilsart som beskrevs av George Francis Hampson 1909. Antheua trifasciata ingår i släktet Antheua och familjen tandspinnare. Inga underarter finns listade i Catalogue of Life.